# Gaius Iulius Hyginus
Gaius Iulius Hyginus (* um 60 v. Chr.; † nach 4 n. Chr.) war ein antiker römischer Gelehrter und Schriftsteller.
Sueton bietet zwei Versionen seiner Herkunft: Er wurde entweder in Hispanien oder in Alexandria geboren, kam dementsprechend als Kriegsgefangener nach der Einnahme Alexandrias im Jahr 47 v. Chr. durch Gaius Iulius Caesar oder als Sklave nach Rom. Kaiser Augustus schenkte ihm die Freiheit, weswegen er dessen Vornamen und Gentilnamen übernahm. Seine genaueren Lebensdaten sind unbekannt, Hieronymus setzte seine Blüte in das Jahr 9 v. Chr.
Sueton zufolge, dem die meisten der erhaltenen Informationen zum Leben des Gaius Iulius Hyginus zu verdanken sind, wurde er von Kaiser Augustus zum Leiter der 28 v. Chr. eingerichteten Palatinischen Bibliothek ernannt.
Hyginus war Schüler des Alexander Polyhistor und mit Ovid sowie dem Suffektkonsul des Jahres 4, Gaius Clodius Licinus, befreundet. Nach seinem Ausscheiden aus der Bibliotheksleitung wurde er von Clodius Licinus unterstützt. Aus Ovids Anrede im 10 n. Chr. verfassten Schlussgedicht zum dritten Buch der Tristien glaubte man schließen zu können, Gaius Iulius Hyginus hätte um diese Zeit noch die Leitung der Bibliothek, aus der die Werke Ovids verbannt worden waren, innegehabt. Dem wird das Zeugnis des Clodius Licinus entgegengehalten, nach dem Hyginus im Alter ohne Amt und verarmt war, Ovid sich mithin an dessen Nachfolger gewandt haben müsse.
Er verfasste landwirtschaftliche Schriften, die bereits bei Columella zitiert wurden, Werke über die Topographie Italiens, über die Eigenschaften der Götter und über Penaten. Auch eine Sammlung von Exempla, das heißt Literaturgattungen, sowie Kommentare zu Vergil und Gaius Helvius Cinna gehören zu seinen Schriften, des Weiteren wenigstens ein Buch über berühmte Männer. Von seinen Werken sind nur Fragmente überliefert.
In der neueren Forschung wird bisweilen die Position vertreten, dass zwei mythographische Handbücher, die im Allgemeinen einem unbekannten Autor, dem „Hyginus Mythographus“, zugeschrieben werden, von Gaius Iulius Hyginus stammen. Das eine heißt Genealogiae und ist auch unter dem Titel Fabulae bekannt, das andere ist astronomisch-mythographischen Inhalts und trägt den Titel De astronomia.
Der Mondkrater Hyginus und der Asteroid (12155) Hyginus sind nach ihm benannt.